# Vlajka Namibie

Namibijská vlajka
Poměr stran: 2:3

Vlajka Namibie byla přijata 21. března 1990. Barvy vlajky byly přejaty z vlajky osvobozeneckého hnutí SWAPO (Lidové organizace Jihozápadní Afriky), které v roce 1989 vyhrálo volby a též většinového etnika Ovambů.
Vlajka o poměru stran 2:3 sestává z diagonálního pruhu červené barvy s úzkými bílými okraji (lemy), který vlajku rozděluje na modré, levé, horní (žerďové) a zelené, pravé, dolní (vlající) trojúhelníkové pole. V modrém rohu leží žluté slunce s dvanácti trojúhelníkovými paprsky po obvodu. Paprsky jsou od jeho středu odděleny modrým prstencem.
Červená barva symbolizuje lid země a jeho hrdinství, bílá mír, zelená namibijskou květenu a modrá oblohu, Atlantik a význam vody a deště pro zemi. Slunce je symbolem života a energie.

Rozměry namibijské vlajky
Vlajka namibijského prezidenta Poměr stran: 2:3
Namibijská lodní vlajka (Naval Jack) Poměr stran: 2:3
Vlajka namibijských obranných sil Poměr stran: 2:3
Vlajka namibijské policie (1991–2009) Poměr stran: 2:3
Vlajka namibijské policie Poměr stran: 2:3

## Historie
Na pobřeží dnešní Namibie přistáli první Evropané (Portugalci) v 15. století. V 18. století do vnitrozemí, osídleného převážně  bantuskými kmeny, začali pronikat Britové a Nizozemci, a od 40. let i Němci. 6. června 1864 použil Charles John Anderson (anglicko-švédský cestovatel, který se stal náčelníkem kmene Hererů, hlavního kmene na území Damarů) v bitvě proti kmeni Namů vlajku, inspirovanou britskou vlajkou (Union Jackem). Vlajku tvořil bílý list s červeným, bíle lemovaným Svatojiřským křížem. Ze středu vycházely čtyři bílé, trojúhelníkové paprsky, které svými hroty mířily do rohů vlajky. Vlajka se měla stát vlajkou budoucího státu Damaraland ale není důkaz o přijetí vlajky či užívání po 22. červnu.
31. ledna 1872 byla na území dnešní Namibie vyhlášena nizozemsky mluvícími farmáři a lovci (tzv. Basters - anglicky bastardi), kteří na toto území přišli pod vedením německého misionáře Heidmana z Kapska, tzv. Republika Rehoboth. V roce 1882 zakoupil Adolf Lüderitz území o rozloze téměř 40.000 km2 a založil v místě dnešního města Lüderitz obchodní stanici. Již od roku 1878 ovládali Britové nejlepší přístav (Walvis Bay - anglicky Velrybí zátoka). 24. dubna 1884 bylo německé území prohlášeno říšským protektorátem Lüderitzland. O rok později uzavřela Republika Rehoboth s Německým císařstvím smlouvu o přátelství a ochraně. Při této příležitosti byla společně s německou vlajkou vztyčena i vlajka této republiky. Ta byla tvořena bílým listem s černým vnějším a červeným vnitřním lemem. Černá barva vlajky, inspirované vlajkou německou, symbolizovala temnou minulost a války za svobodu, červená prolitou krev a bílá mír, po kterém lid touží. Poměr stran vlajky byl 1:1, později měla vlajka obdélníkové rozměry. Ani tato vlajka však nebyla (zřejmě) formálně přijata.
První, oficiálně přijatou vlajkou na většině území dnešní Namibie, byla od roku 1884 černo-bílo-červená vodorovná trikolóra Německého císařství o poměru stran 2:3. Roku 1890 bylo území rozšířeno a byla vyhlášena Německá jihozápadní Afrika.
Na území přístavu Walvis Bay, které bylo součástí kolonie Kapsko, se užívaly (až do roku 1910 vlajky britské. Poté bylo území začleněno do Jihoafrické unie.
Kolem roku 1912 začalo Německo uvažovat o rozlišení vlajek svých kolonií podle britského vzoru (německé kolonie byly považovány za nedílnou součást říše). Vlajky byly navrženy, v roce 1914 i schváleny, ale po vypuknutí 1. světové války nebyly nikdy zavedeny. Vlajkou Německé jihozápadní Afriky měla být německá černo-bílo-červená vodorovná trikolóra s modrým štítem se stříbrnou volskou hlavou a zářícím diamantem mezi rohy. Existuje i jiný návrh této vlajky s orlicí.
Po začátku 1. světové války bylo Německo přinuceno 9. července 1915 kapitulovat početnější armádě Jihoafrické unie. V této souvislosti byla ve Windhoeku vyvěšena obchodní vlajka Jihoafrické unie, která měla status britského dominia. Byla to britská služební/námořní vlajka (Red Ensign) s v bílém oválu (kruhu?) ve vlající části umístěným znakem unie. Jihoafrická armáda obsadila území jménem britské vlády, proto tato vlajka byla pouze neoficiální, oficiální vlajkou byla až do podepsání Versailleské smlouvy (28. června 1919) vlajka britská. 17. prosince 1920 byla Namibie svěřena mandátem Společnosti národů Jihoafrické unii pod názvem Jihozápadní Afrika. Vlajkou se tak (nyní již oficiálně) stala výše zmíněná vlajka Jihoafrické unie.
31. května 1928 byla zavedena nová státní vlajka Jihoafrické unie, která se začala užívat i na území Jihozápadní Afriky. Jednalo se o vlajku o poměru stran 2:3, založenou na nizozemské vlajce, skládající se z oranžového, bílého a modrého vodorovného pruhu. V bílém pruhu se uprostřed nacházela skupinka tří vlajek: horizontálně orientované britské, vertikálně oranžské a horizontálně transvaalské. 31. března 1961 vznikla Jihoafrická republika ale vlajka se nezměnila.

Vlajka Damarlandu (1864) Poměr stran: 5:8
Vlajka Republiky Rehoboth (1872) Poměr stran: 1:1
Vlajka Republiky Rehoboth (1872) Poměr stran: 2:3
Vlajka Německého císařství Namibie (1884–1915) Poměr stran: 2:3
Vlajka Spojeného království Walvis Bay/Kapska (1878–1910) Poměr stran: 1:2
Návrh vlajky Německé jihozápadní Afriky (1914) Poměr stran: 2:3
Návrh vlajky Německé jihozápadní Afriky (1914) Poměr stran: 2:3
Vlajka Jihoafrické unie ve Walvis Bay (1910–???) Vlajka Jihoafrické unie v Jihozápadní Africe (1915–1920/28) Poměr stran: 1:2
Vlajka Spojeného království v Jihozápadní Africe (1915–1920) Poměr stran: 1:2
Jihoafrická vlajka v Jihozápadní Africe (1928–1990) Poměr stran: 2:3

V roce 1966 byl OSN formálně ukončen mandát Jihoafrické republiky nad Jihozápadní Afrikou, ale jihoafrická správa zrušena nebyla. Začalo však sílit osvobozenecké hnutí pod vedením Národní unie Jihozápadní Afriky (SWANU) a marxistické Lidové organizace Jihozápadní Afriky (SWAPO). Obě strany užívaly své vlajky. SWANU: list o poměru stran 2:3 s horizontálními pruhy v poměru šířek 6:1:4:1:6 v barvách modrá, žlutá, červená, žlutá a zelená. SWAPO: list o poměru stran 2:3 s horizontálními pruhy v barvách modrá, červená a zelená. V roce 1968 byla Jihozápadní Afrika přejmenována na Namibii (dle Namibské pouště). Vlajkou však stále zůstala dosavadní vlajka jihoafrická.
Po letech občanské války podepsali 22. prosince 1988 zástupci Jihoafrické republiky, Kuby a Angoly dohodu o ukončení jihoafrické správy v Namibii. Nezávislost získala Namibie až 21. března 1990 a při slavnostním ceremoniálu byla po půlnoci vztyčena nová státní vlajka.
Autorem vlajky byl Frederick Brownell (1940–2019), státní herold Jižní Afriky, heraldik, vexilolog a genealog, autor vlajky Jihoafrické republiky.

Vlajka Národní unie Jihozápadní Afriky Poměr stran: 2:3
Vlajka Lidové organizace Jihozápadní Afriky Poměr stran: 2:3

## Vlajky samosprávných území
V 70. letech zřídila Jihoafrická republika po vzoru samosprávných území (tzv. bantustanů) i na Namibijském území tzv. Homelands (domoviny). Některé z nich (Caprivi, Kavango a Ovambo) užívaly vlastní vlajky.

### Vlajka Capriviho pruhu
Na severovýchodě Namibie na území tzv. Capriviho pruhu vypuklo roku 1994 separatistické povstání. 7. října 2002 byl vyhlášen Svobodný stát Capriviho pruh. Namibijskou vládou nebyl uznán. Exilová vláda Caprivi African National Union (CANU) však přijala vlajku, která je založena na vlajce bývalých Bantustanů v Jihozápadní Africe.

Vlajka CANU (Svobodného státu Capriviho pruh) Poměr stran: 2:3
Vlajka domoviny Kavango Poměr stran: 2:3
Vlajka domoviny Ovambo Poměr stran: 2:3